# Vidam

Heraldická korunka vidama s čtyřmi křížky (tři viditelné)

Vidam (francouzsky Vidame) byl řídce používaný francouzský šlechtický titul. Termín pochází z latinského vicedominus, tj. "zástupce pána". V hierarchii šlechtických titulů je naroveň vikomta.
Původně za Karlovců se jednalo o úředníka jmenovaného biskupem, aby se staral o světské povinnosti biskupa, které biskup jako duchovní nemohl vykonávat. Šlo zejména o ochranu majetků biskupství, zastupování u soudů, vedení vojska a podobně. Obvykle se jednalo o drobné šlechtice, kteří výměnou za poskytované služby získali dům poblíž biskupova paláce, panství a někdy i právo na část daní v diecézi. Obvykle si brali predikát podle diecéze, kterou zastupovali, ale často si ponechali predikát podle svých soukromých panství (například vidame de Picquigny byl zástupcem biskupa z Amiens). Řada francouzských diecézí neměla svého vidama a jeho funkci plnili vikomti či purkrabí. Postupem doby se ve 12. století stal tento titul dědičný a s postupující centralizací královské moci se stal čestným titulem.

## Francouzské diecéze s titulem vidam
- Amiens
- Beauvais
- Cambrai
- Châlons
- Chartres
- Laon
- Le Mans
- Meaux
- Normandie
- Reims
- Rouen
- Sens
- Senlis

Ve Svaté říši římské byl vidam v Arcidiecézi mohučské úředníkem, který spravoval některá panství.